# Richard Grenell
Richard Allen Grenell (Jenison, 18 de setembro de 1966) é um agente político americano, diplomata, personalidade da TV e consultor de relações públicas que atuou como Diretor Interino de Inteligência Nacional no Gabinete do Presidente Donald Trump em 2020. Membro do Partido Republicano, Grenell serviu como Embaixador dos Estados Unidos na Alemanha de 2018 a 2020 e como Enviado Presidencial Especial para as Negociações de Paz na Sérvia e Kosovo de 2019 a 2021.
Grenell foi porta-voz do Departamento de Estado dos EUA nas Nações Unidas durante o governo George W. Bush. Após sua gestão no Departamento de Estado, ele fundou a Capitol Media Partners, uma consultoria política; ele também foi colaborador da Fox News. Grenell foi porta-voz de política externa de Mitt Romney durante sua campanha presidencial de 2012.
Grenell foi nomeado Diretor Interino de Inteligência Nacional pelo Presidente Trump em fevereiro de 2020, tornando-o a primeira pessoa abertamente gay a servir no Gabinete dos Estados Unidos; ele abandonou o cargo em maio de 2020.